# Hemicolonides parvulus
Hemicolonides parvulus är en skalbaggsart som först beskrevs av Lewis 1891.  Hemicolonides parvulus ingår i släktet Hemicolonides och familjen stumpbaggar. Inga underarter finns listade i Catalogue of Life.